# Champaign-Urbana Bandits
I Champaign-Urbana Bandits furono una squadra di baseball statunitense di Champaign e Urbana che partecipò alla Great Central League nel 1994.
La squadra giocava all'Illinois Field, il campo della squadra di baseball dell'Università dell'Illinois. Il 1994 fu il primo ed unico anno di attività della lega, che fallì ancora prima di proclamare un campione.
Al momento dell'interruzione dell'attività della lega la situazione del campionato era la seguente:
| Team Standings           | W  | L  | PCT  | GB   | Pubblico | Managers       |
| ------------------------ | -- | -- | ---- | ---- | -------- | -------------- |
| Lafayette Leopards       | 44 | 24 | .647 | 0    | 11,682   | Jim Gonzales   |
| Champaign-Urbana Bandits | 31 | 26 | .559 | 7.5  | NA       | Brett Robinson |
| Minneapolis Millers      | 30 | 33 | .476 | 11.5 | 3,000    | George Scott   |
| Mason City Bats          | 19 | 41 | .317 | 21   | NA       | Tom Walechi    |